# Answald
Die Answald war eines von insgesamt fünf Frachtschiffen, die im Ersten Weltkrieg von der Kaiserlichen Marine des Deutschen Reichs beschlagnahmt oder übernommen und zu Mutterschiffen für Wasserflugzeuge umgebaut wurden.

## Bau und Technische Daten
Das Schiff lief im September 1909 bei der Bremer Vulkan in Bremen vom Stapel. Es war 134 m lang und 16,6 m breit und hatte 7,3 m Tiefgang. Es hatte drei Dampfkessel, die 2800 PS erzeugten und eine Höchstgeschwindigkeit von 11 Knoten ermöglichten. Die Answald wurde für die Hamburg-Bremer Afrika-Linie gebaut und war das größte Schiff dieser Tochtergesellschaft des Norddeutschen Lloyd. Das Schiff kam bis 1914 für den Dienst nach Westafrika zum Einsatz.

## Erster Weltkrieg
Das Schiff wurde 1914 von der Kaiserlichen Marine übernommen und auf der Kaiserlichen Werft Danzig zum Flugzeugmutterschiff umgebaut. Dabei wurden auf dem Vor- und Achterschiff, hinter dem jeweiligen Mast, Hangars für je ein bis zwei Wasserflugzeuge eingebaut und an den beiden Masten Schwergutladebäume zum Absetzen und zur Wiederaufnahme der Flugzeuge angebracht. Zwei zusätzliche Flugzeuge konnten notfalls an Deck mitgeführt werden, sodass insgesamt bis zu sechs Flugzeuge transportiert werden konnten. Im Einsatz mit den Aufklärungseinheiten führte die Answald zwei bis drei Seeflugzeuge mit. Zwei Flugabwehrkanonen wurden 1915 vorn und achtern eingebaut. Das Schiff verdrängte nun 13.200 Tonnen und hatte 107 Mann Besatzung.
Die Answald (F.S. 1) wurde am 23. August 1914 in Dienst gestellt und am 17. Juli 1915 vom „Hilfsbeischiff“ zum „Hilfskriegsschiff“ heraufgestuft. Da nicht hinreichend Seeflugstationen bestanden, kam sie anfangs in der Nordsee zum Einsatz und wurde ab 1915 bis zum Kriegsende beim Befehlshaber der Aufklärungsstreitkräfte der Ostsee zu Aufklärungsdiensten in der Ostsee eingesetzt. Sie nahm unter anderem an der Besetzung der baltischen Inseln teil.
Die auf dem Oberdeck montierten Flugzeughallen machten das Schiff schwer manövrierbar. Es lief deshalb mehrfach auf. Bei dem Versuch, sie in der Jademündung wieder abzubringen, beschädigte sich das Küstenpanzerschiff Hildebrand im Dezember 1914 erheblich. Bei einem Vorstoß der Aufklärungsstreitkräfte in der östlichen Ostsee im Dezember 1915 lief die Answald wieder auf und wurde darauf vom Kleinen Kreuzer Bremen abgeschleppt.

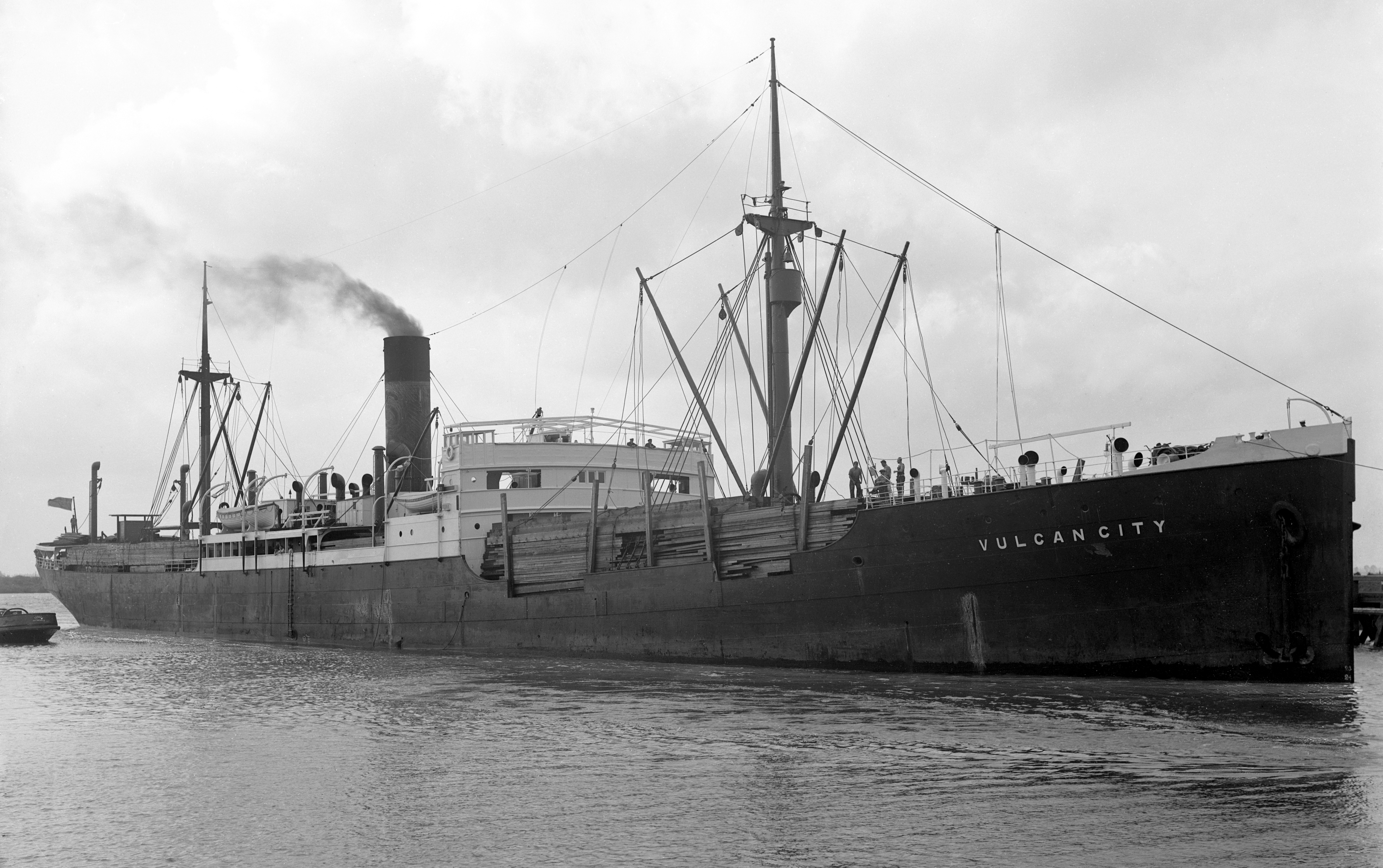
Vulcan City in der Schelde

## Verbleib
Bei Kriegsende wurde die Answald in einem schwedischen Hafen interniert und dann 1919 an das Vereinigte Königreich ausgeliefert. Sie wurde verkauft und sah danach unter dem Namen Vulcan City bis 1933 Dienst in der Handelsschifffahrt. Sie wurde 1933 abgewrackt.